# Cristianismo Reformado
O  Cristianismo Reformado, Tradição Reformada também chamado de  Calvinismo, é um ramo do Protestantismo, que surgiu na Reforma Protestante, no Século XVI.
O teólogo francês João Calvino é o autor de uma das obras mais antigas de sistematização da teologia reformada, as Institutas da Religião Cristã. Por isso, os cristãos reformados são rotineiramente chamados de calvinistas.  No entanto, esse pensamento remonta a um período anterior, com Martinho Lutero, autor da obra “Nascido Escravo”.
A teologia reformada enfatiza a autoridade da Bíblia e a soberania de Deus, bem como a teologia da aliança, uma estrutura para entender a Bíblia com base nas alianças de Deus com as pessoas. As igrejas reformadas enfatizaram a simplicidade na adoração. 
Várias formas de governo eclesiástico são exercidas pelas igrejas reformadas, incluindo a presbiteriana, congregacional e algumas episcopais. A Fé Reformada sustenta uma presença espiritual (pneumática) de Cristo na Ceia do Senhor.
Surgindo no século XVI, a tradição reformada se desenvolveu ao longo de várias gerações, especialmente na Suíça, Escócia e Países Baixos. No século XVII, Jacobus Arminius e os Remonstrantes foram expulsos da Igreja Reformada Neerlandesa por disputas sobre predestinação e soteriologia. A partir daquele momento os arminianos são geralmente considerados uma tradição distinta da Tradição Reformada. Essa disputa produziu os Cânones de Dort, a base para as "doutrinas da graça" também conhecidas como os cinco pontos do Calvinismo.

## Nomenclatura

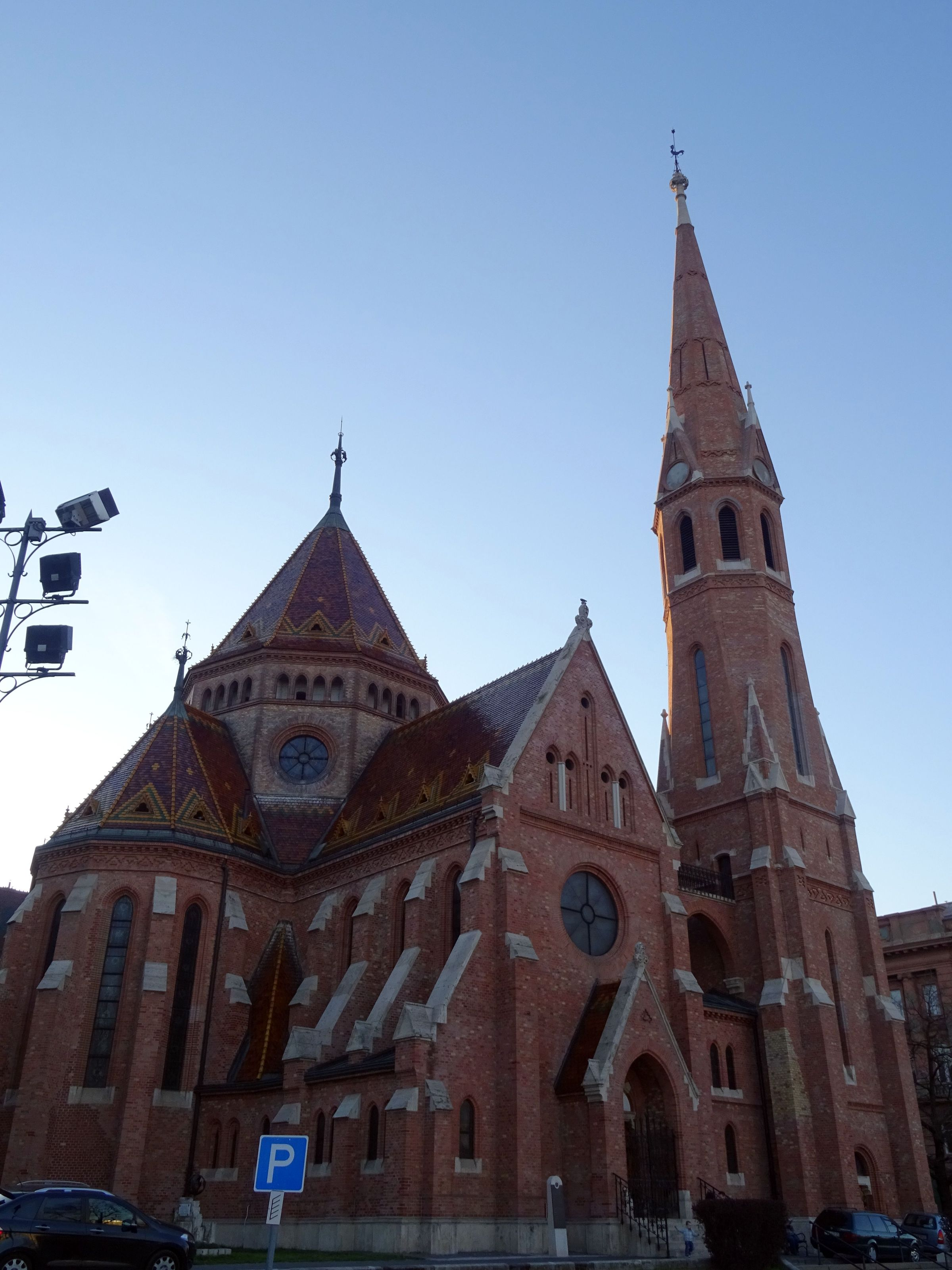
Igreja Reformada da Praça Szilágyi Dezső em Budapeste na Hungria.

O Cristianismo Reformado é chamado frequentemente de calvinismo, em referência a João Calvino (nascido Jehan Cauvin), influente reformador de Genebra.
O termo foi usado pela primeira vez, de forma pejorativa, por luteranos opositores à Teologia Reformada, na década de 1550.
Calvino nunca aprovou o uso do termo e sempre o considerou ofensivo.
A Tradição Reformada foi desenvolvida originalmente por diversos teólogos, que incluem Martin Bucer, Heinrich Bullinger, Pietro Martire Vermigli e Ulrico Zuínglio. Calvino, foi, na verdade, um reformador de segunda geração, que aderiu á Fé Reformada já estabelecida em Genebra.
Sendo assim, os estudiosos argumentaram que a nomeclatura "calvinismo" é de uso enganoso, impreciso, inútil e "inerentemente distorcido", sendo preferível usar "Cristianismo Reformado" ou "Tradição Reformada" para descrever esse ramo do Protestantismo.

## História

### Antecedentes
Ainda que a Reforma Protestante tenha eclodido apenas no século XVI, as raízes deste movimento começaram a emergir durante a Baixa Idade Média (séculos XI-XV), quando grupos de cristãos passaram a questionar as normas, práticas e doutrinas da Igreja Católica, os quais ficaram conhecidos como aqueles que propagavam as “heresias medievais”, ou seja, que se colocavam contrários à doutrina católica romana.
Dentre eles estavam os valdenses, grupo religioso fundado pelo mercador Pedro Valdo, no século X. Um movimento cristão de caráter ascético, os valdenses já defendiam muitos dos pontos que mais tarde seriam importantes para a Reforma, expostos na Profissão de Fé de Valdo, que sobrevive até hoje. Dentre outras teses teológicas relevantes, os valdenses pregavam: a suficiência da expiação de Cristo; uma negação do Purgatório como uma "invenção do Anticristo"; a queda do homem; a negação da transubstanciação; o sacerdócio universal; a estrita aderência à Bíblia, que foi traduzida para a língua da população; a recusa da veneração aos santos; e a pregação da Palavra por leigos. Intensamente perseguidos pelas autoridades católicas, os valdenses buscaram se juntar à nascente Reforma Protestante, no século XVI, e com as Resoluções de Chanforan em 12 de setembro de 1532, se tornaram formalmente parte da tradição calvinista. O movimento influenciou significativamente o proeminente reformador suíço Heinrich Bullinger, e a primeira versão protestante da Bíblia em francês, traduzida por Pierre Robert Olivétan com a ajuda de um ainda jovem e recém-convertido ao Protestantismo João Calvino, foi em parte baseada na versão valdense do Novo Testamento, e teve auxílio em seu financiamento e publicação das igrejas valdenses. Desta forma, é razoável supor que houve significativa influência do movimento valdense no calvinismo.
Entretanto, os personagens que teriam maior influência sobre as reformas religiosas seriam o reformador inglês John Wycliffe (1320-1384) e o reformador tcheco Jan Hus (1369-1415). Wycliffe foi padre, doutor e professor de teologia em Oxford, sendo um forte crítico do luxo, abusos e excessos de poder da Igreja, e colocando-se contra a existência do poder papal e de qualquer forma de institucionalização da Igreja. Defendia que a mesma deveria adotar uma pobreza apostólica e afirmava que a verdadeira Igreja era composta pela Assembleia dos Eleitos, que não necessitavam de intermediários, pois possuíam um contato direto com Deus através do acesso às Escrituras, tendo traduzido a Bíblia para o inglês. Condenou a prática das indulgências, a veneração de imagens e santos, a confissão auricular e o celibato clerical. Apesar de ter recebido o apoio da Corte inglesa, em especial por condenar o envio de dinheiro inglês para Roma - tendo chegado a ser conselheiro teológico da Coroa - a reação da Igreja Romana às suas ideias foi dura, e no Concílio de Constança (1415), suas obras foram condenadas como heréticas, seus escritos queimados e proibidos de circular, e ele próprio foi condenado à fogueira póstuma, fazendo com que seus ossos fossem exumados e queimados.
Contudo, suas ideias se espalhariam por outras regiões da Europa e influenciariam Jan Hus. Também padre e professor da Universidade de Praga, Hus foi um difusor das ideias de Wycliffe, ao defender a adoção da pobreza apostólica por parte do clero e o fim das indulgências, e também afirmando a Bíblia como a maior autoridade cristã, e declarando que o Papa que não a seguisse não deveria ser obedecido, visto que Cristo era o verdadeiro chefe da Igreja. Também antecipou algumas teses calvinistas importantes, tais como a depravação total e a expiação limitada, em alguns trechos da sua obra.

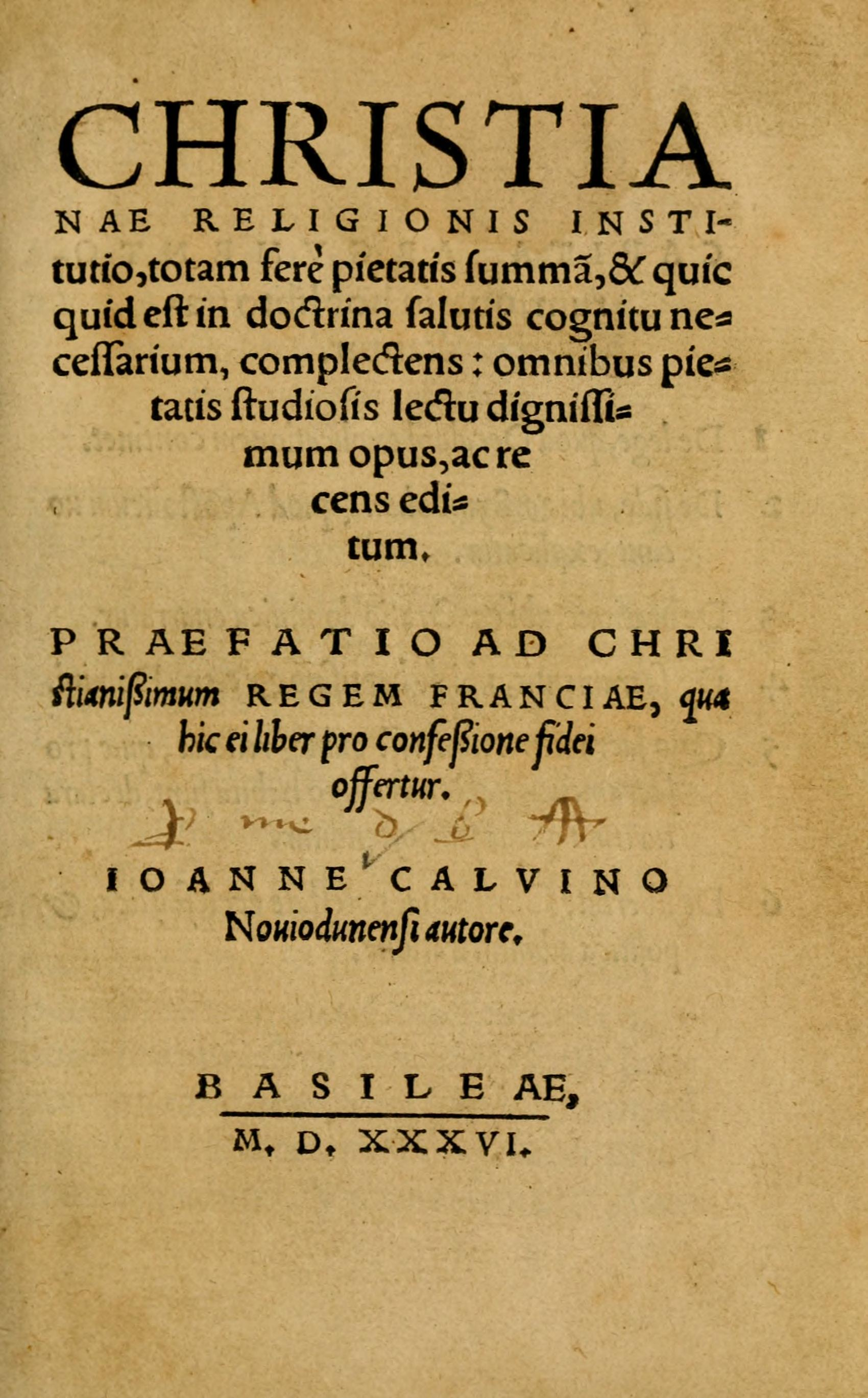
Uma antiga versão das Institutas

Às vezes, o termo calvinista, sem ser seguido de alguma explicação, significa Calvinismo do sínodo de Dordt como em oposição a outras posições teológicas, principalmente o arminianismo.

### A influência de João Calvino
João Calvino exerceu uma influência importantíssima no desenvolvimento da doutrina reformada. Para além da sua influência sobre a doutrina da predestinação, pela qual é mais conhecido, ele era um prolífico escritor, produzindo uma ampla obra literária que compõe 59 volumes da coleção conhecida como Corpus Reformatorum, incluindo as famosas Institutas, comentários sobre quase todos os livros da Bíblia, sermões, escritos apologéticos, litúrgicos e catequéticos, panfletos e tratados, além de inúmeras cartas escritas às mais diferentes categorias de pessoas.
As Institutas da Religião Cristã, opus magnum (ou grande obra), foram publicadas pela primeira vez em 1536, e atualizadas com novas informações e ideias ao longo de 23 anos, sendo a sua última edição publicada em 1559. Em sua primeira edição, foi publicada com o propósito de ser uma introdução simples (até mesmo rudimentar) ao conhecimento da vida cristã, ou, como dito pelo próprio Calvino:
“Pretendi apenas fornecer algum ensino elementar através do qual qualquer pessoa que tenha sido tocada por um interesse na religião pudesse ser educada na verdadeira piedade. E fui especialmente diligente nessa obra por causa do nosso próprio povo da França. Vi muitos deles com fome e sede de Cristo, mas muito poucos imbuídos com até mesmo um pequeno conhecimento dele. Que é isto que propus, o próprio livro testifica através de sua forma de ensino simples e até mesmo rudimentar”.
Esta primeira edição tinha apenas seis capítulos, que tratavam dos seguintes temas: (1) A lei: exposição do Decálogo; (2) A fé: exposição do Credo dos Apóstolos; (3) A oração: exposição da Oração Dominical; (4) Os sacramentos; (5) Os cinco falsos sacramentos; (6) A liberdade cristã, o poder eclesiástico e a administração política.
Com o tempo, entretanto, a empreitada de Calvino foi ganhando contornos mais ambiciosos. Já na segunda edição das Institutas, ele afirmava que:
“Minha intenção nesta obra foi preparar e treinar de tal modo na leitura da Palavra Divina os aspirantes à teologia sagrada que eles possam ter fácil acesso à mesma e depois nela prossigam sem tropeçar. Pois penso que abrangi de tal maneira a suma da religião em todas as suas partes, dispondo-a em ordem, que todos os que a assimilarem corretamente não terão dificuldade em determinar tanto o que devemos buscar de modo especial nas Escrituras quanto para que objetivo devem direcionar tudo o que está contido nas Escrituras”.
Ao final, em sua última edição, as Institutas possuíam um volume muito maior que em sua versão original, e abordavam um escopo de assuntos muito mais amplo complexo.
Outra fonte de contribuição de Calvino para o estabelecimento da teologia reformada foi a sua atuação na fundação da Academia de Genebra. Através da sua liderança e com o auxílio de Teodoro de Beza, estabelecido por ele como o primeiro reitor da recém-nascida universidade, a Academia pôde se tornar um proeminente centro de treinamento para reformadores protestantes, a maioria dos quais eram refugiados franceses, enviando assim missionários e pastores por toda a Europa. Além disso, Calvino buscou exercer um papel conciliador entre as diferentes correntes do protestantismo da época, buscando conciliar luteranos e zuinglianos no que dizia respeito à sua doutrina sobre a Ceia, e sendo coautor do Consensus Tigurinos ou Consenso de Zurique, que buscava trazer unidade às igrejas protestantes quanto às suas doutrinas sobre os sacramentos.

### A diferenciação em relação ao Luteranismo

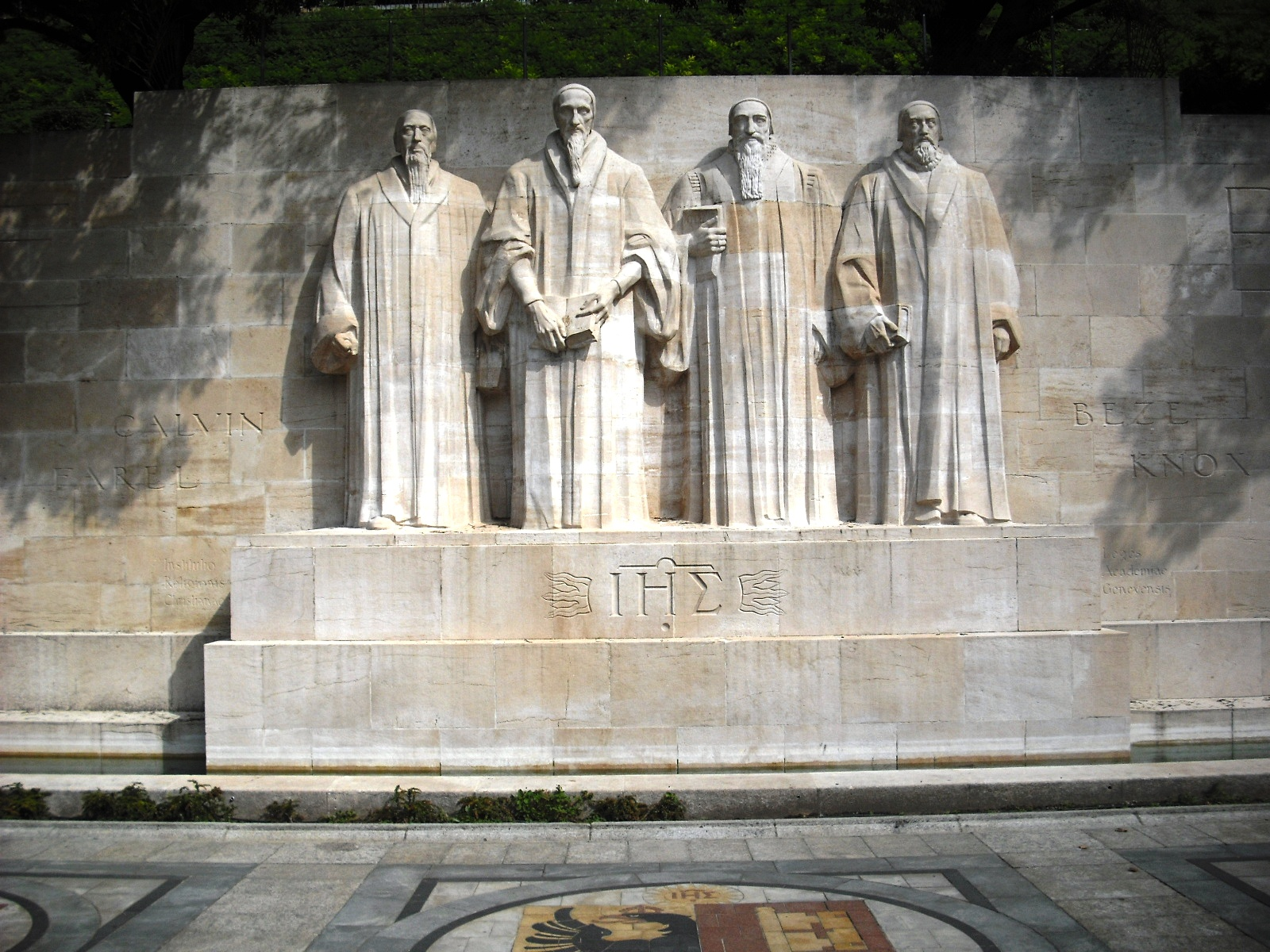
Muro da Reforma em Genebra, na Suíça. Da esquerda para a direita: Guillaume Farel, João Calvino, Théodore de Bèze e John Knox.

O calvinismo se desenvolveu principalmente a partir da segunda fase da Reforma Protestante, quando as igrejas protestantes começaram a se institucionalizar, na sequência da excomunhão de Martinho Lutero da Igreja Católica Romana. Neste sentido, o calvinismo foi originalmente um movimento luterano. O próprio Calvino assinou a versão alterada da Confissão Luterana de Augsburg, a Variata, em 1540. Por outro lado, a influência de Calvino começou a fazer-se sentir na Reforma Suíça, que não foi luterana, tendo seguido a orientação conferida por Ulrico Zuínglio, um teólogo da primeira geração da Reforma que tinha alguns pontos relevantes de divergência com os luteranos, particularmente quanto ao papel dos sacramentos. A doutrina das igrejas reformadas, portanto, tomou uma direção independente da de Lutero, graças à influência de numerosos escritores e reformadores, dentre os quais estavam Ulrico Zuínglio, João Calvino, Martin Bucer, William Farel, Heinrich Bullinger, Pietro Martire Vermigli, Teodoro de Beza, e John Knox.

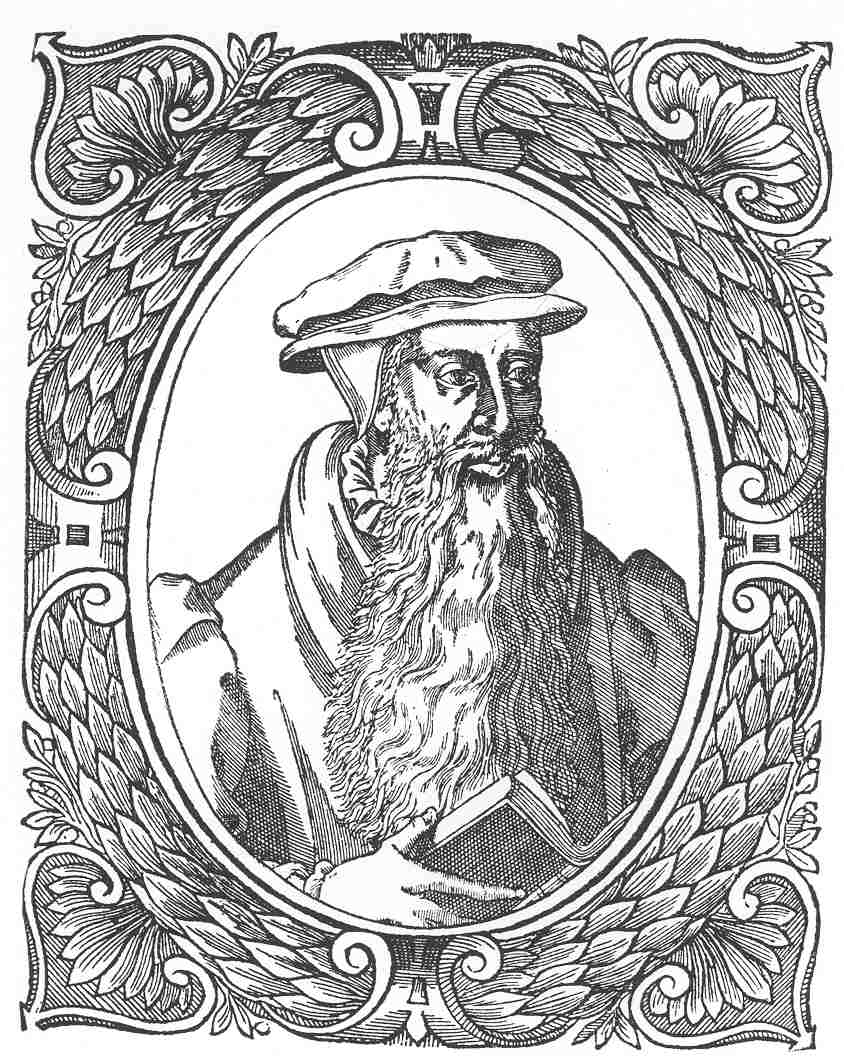
Ícone do reformador escocês John Knox.

Calvinistas romperam com a Igreja Católica Romana, mas diferiam de outros reformadores. Em relação aos luteranos, distinguiam-se na doutrina sobre a presença real de Cristo na Eucaristia, Princípio regulador do culto e o uso da lei de Deus para os crentes, entre outras coisas.

### A expansão calvinista
Após a publicação das Institutas, houve um período de intenso crescimento do movimento reformado na Europa, cada qual com o seu viés teológico e social distinto.
Na Escócia, onde o reformador John Knox liderou um movimento revolucionário de cunho religioso, o movimento se desenvolveu em uma direção politicamente muito mais radical do que no calvinismo original. Knox entrou em conflito com as autoridades quase imediatamente, embora a Confissão Escocesa seja cuidadosamente contida, em relação à resistência ao poder: 'Portanto, confessamos e declaramos que aqueles que resistem aos poderes supremos, enquanto estiverem agindo em suas próprias esferas, estão resistindo à ordenança de Deus e não podem ser considerados inocentes. Afirmamos ainda que, enquanto os príncipes e governantes cumprirem vigilantemente seu ofício, qualquer pessoa que lhes negue ajuda, conselho ou serviço, o nega a Deus, que por seu lugar-tenente anseia por isso deles.' Mesmo assim, a qualificação, 'enquanto eles estiverem agindo em suas próprias esferas', representa uma ameaça ao poder; e, em suas entrevistas posteriores com a Rainha e em seu debate com Maitland de Lethington, Knox afirmou categoricamente que quando os poderes governantes ultrapassassem suas esferas, o povo tinha todo o direito de resistir a eles. No século e meio seguinte, a História da Escócia foi dominada pela determinação da coroa em dominar a Igreja. As coisas chegaram ao auge com a Restauração de 1660, quando Carlos II se arrogou o poder absoluto em todas as questões espirituais e temporais. A luta pela independência espiritual tornou-se então uma luta contra a tirania política; o produto final seria a derrota do absolutismo e a introdução da monarquia constitucional. A base da luta era uma teoria bem desenvolvida da desobediência civil, exposta em uma volumosa literatura.
Enquanto isso, na Suíça, isolada política e culturalmente após a Reforma de sua proximidade geográfica com a França católica romana e Sabóia, Genebra foi forçada a estabelecer uma rede difusa, mas poderosa, de relações intelectuais e econômicas com o resto da Europa e com nações no exterior. A Basileia e Genebra tornaram-se, então, além de centros missionários, centros de impressão importantes, com uma produção literária igual à de centros históricos como Estrasburgo ou Lyon, com a tradição acadêmica suíça geralmente considerando a Reforma como o divisor de águas entre a cidade medieval e o início da República moderna independente.
Na França, a despeito da ampla perseguição ao Huguenotes, em 1555 foram erguidas as primeiras Igrejas calvinistas, nomeadamente em Paris, Meaux, Angers, Poitiers e Loudun. Nos três anos seguintes surgiram as comunidades de Orleães, Rouen, La Rochelle, Toulouse, Rennes e Lyon. O protestantismo francês, a partir de então, experimentou um rápido crescimento. Em 1562, já eram mais de 2.000 igrejas francesas, com dois milhões de huguenotes.
Além desses primeiros locais, o calvinismo se espalhou pelo Reino Unido, Países Baixos, Itália, as colônias de língua inglesa da América do Norte e por partes da Alemanha e da Europa central. Em muitos destes locais, o calvinismo tornou-se imediatamente popular e atraente, para além das fronteiras geográficas e sociais. Na Alemanha, encontrou adeptos entre burgueses e príncipes e, na Grã-Bretanha e nos Países Baixos, houve convertidos em todos os grupos sociais. No mundo anglo-saxão, as noções calvinistas encontraram materialização no puritanismo inglês, cujo ethos provou ser muito influente na América do Norte no início do século XVII.
No Brasil, os primeiros registros de evangelização calvinista começaram já durante o período colonial, mas só houve crescimento sustentado dos membros desta corrente religiosa a partir do século XIX, com o advento da liberdade religiosa.

### O Sínodo de Dort
De de 1618 a 1619, ocorreu um sínodo internacional que teve lugar em Dordrecht, nos Países Baixos. Este sínodo, promovido pela Igreja Reformada Neerlandesa, com o objetivo de regular uma séria controvérsia nas Igrejas Neerlandesas, gerada pela ascensão do arminianismo, contou com representantes reformados de alguns estados da Alemanha, Reino Unido, Suíça e Países Baixos - sem contar com representantes reformados de outras nações alemãs, Hungria ou França. Em 1610, os seguidores de Jacobus Arminius apresentaram aos Estados Gerais uma admoestação (Remonstrance, em inglês), em cinco artigos que continham seus pontos de vista teológicos; assim, os arminianos neerlandeses também eram chamados de Remonstrantes.
Embora o sínodo originalmente objetivasse trazer acordo sobre a doutrina da predestinação entre todas as igrejas reformadas, ele acabou com os Remonstrantes sendo expulsos, uma vez que recusaram-se a aceitar as regras que então foram estabelecidas. Em resposta à controvérsia teológica, foram produzidos os Cânones de Dort, descrevendo os pontos básicos de uma das vertentes da doutrina reformada.

### A Confissão de Fé de Westminster

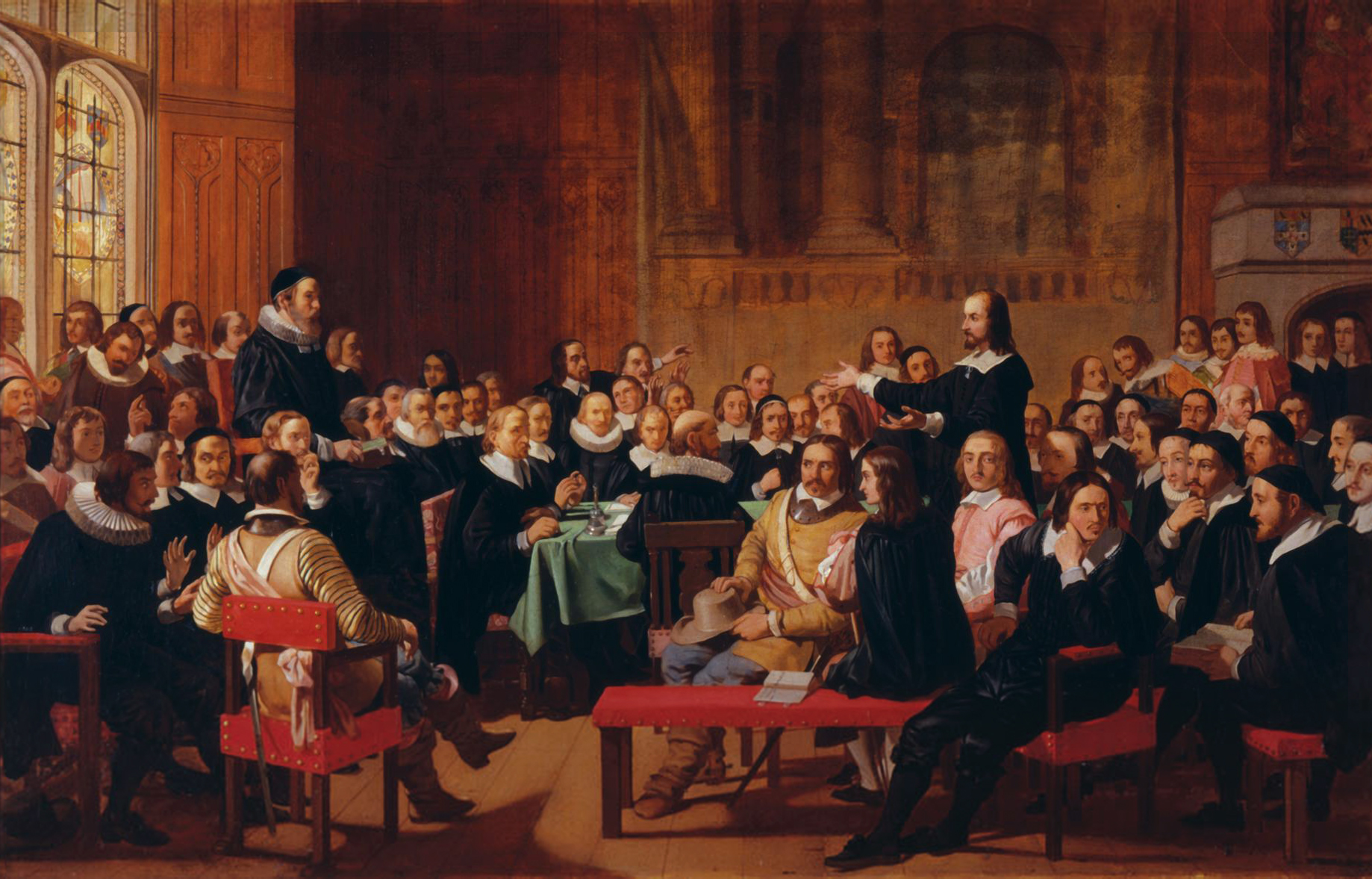
Assembleia de Westminster

A Confissão de Westminster foi produzida pela Assembleia de Westminster, convocada pelo Parlamento inglês em 1643, durante a Guerra Civil Inglesa. A Confissão foi concluída em 1646 e apresentada ao Parlamento, que a aprovou após alguns revisões em junho de 1648. Foi adotada pela Igreja da Escócia em 1647, por vários corpos presbiterianos estadunidenses e ingleses (com algumas modificações) e por alguns Congregacionais e Batistas.
Baseada nos Artigos de Religião Irlandeses (1615), ela também se baseou fortemente na tradição Reformada do continental e na herança dos credos da Igreja Cristã primitiva. Um consenso teológico do calvinismo internacional em sua formulação clássica, consiste em 33 capítulos, e fornece uma visão dos pontos de vista reconhecidos pela ortodoxia reformada da época, tais como a autoridade das Escrituras, as doutrinas quanto à Trindade e a Cristo, bem como as visões calvinistas quanto às alianças de Deus com o homem, os sacramentos e o sacerdócio.

## Teologia

### Revelação e as Escrituras

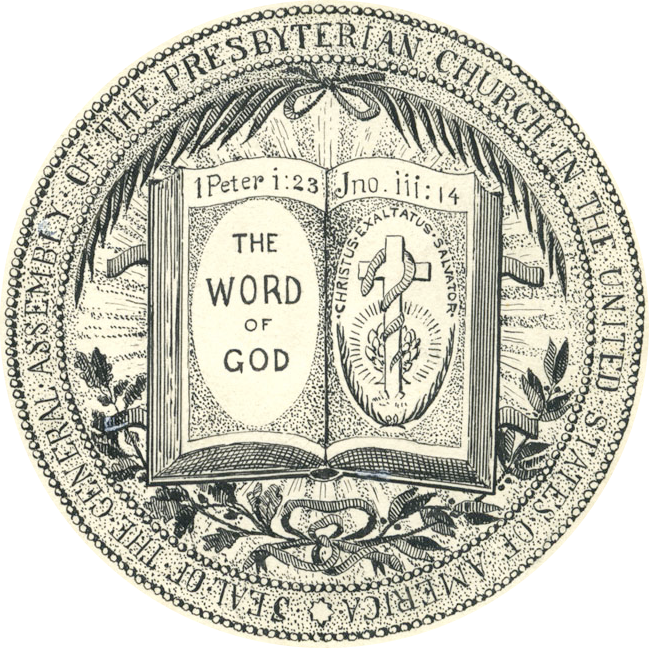
O selo da Igreja Presbiteriana nos Estados Unidos da América, uma das primeiras igrejas presbiterianas estadunidenses, fundada em 1789.

Teólogos reformados acreditam que Deus comunica o conhecimento de si mesmo para as pessoas através da Palavra de Deus. As pessoas não são capazes de saber nada sobre Deus, exceto através desta autorrevelação. A especulação sobre qualquer coisa que Deus não revelou através de sua Palavra não se justifica. Todavia, os calvinistas entendem que Deus é infinito, e as pessoas finitas são incapazes de compreender um ser infinito. Enquanto o conhecimento revelado por Deus nunca está incorreto, ele também nunca é completo.
De acordo com teólogos reformados, a autorrevelação de Deus é sempre através de seu filho Jesus Cristo, porque Cristo é o único mediador entre Deus e as pessoas. A revelação de Deus através de Cristo vem através de dois canais básicos. O primeiro é a Criação e Providência, a chamada revelação natural, que é criar e continuar a trabalhar no mundo de Deus. Esta ação de Deus dá a todos o conhecimento sobre Ele, mas esse conhecimento só é suficiente para fazer todos os seres humanos culpados por seus pecados, porque ele não inclui conhecimento do evangelho. O segundo canal através do qual Deus se revela é a redenção, que é o evangelho da salvação da condenação que é castigo pelo pecado - esta é a revelação especial.
Na teologia reformada, a Palavra de Deus assume diversas formas. O próprio Jesus Cristo é o Verbo encarnado. As profecias sobre ele podem ser encontradas no Antigo Testamento e no ministério dos apóstolos que o viram e comunicaram a sua mensagem, também são a Palavra de Deus. Além disso, a pregação dos ministros sobre Deus é a própria Palavra de Deus, porque Deus é considerado falando através deles. Deus fala também através de escritores humanos na Bíblia, que é composta de textos separado por Deus para a auto-revelação. Teólogos reformados enfatizam a Bíblia como um meio excepcionalmente importante pelo qual Deus se comunica com as pessoas.
Teólogos reformados afirmam que a Bíblia é verdadeira, mas as diferenças surgem entre eles sobre o significado e a extensão de sua veracidade. Seguidores da escola de Princeton, tais como a Igreja Presbiteriana do Brasil, Igreja Presbiteriana Nacional no México e Igreja Presbiteriana na América, consideram que a Bíblia é verdadeira e infalível, ou incapaz de erro ou falsidade, em todos os aspectos. Um outro ponto de vista, influenciado pelo ensino de Karl Barth e a Neo-Ortodoxia, é encontrada na Confissão de 1967 da Igreja Presbiteriana (EUA). Aqueles que tomam este ponto de vista acreditam que a Bíblia é a principal fonte de nosso conhecimento de Deus. Neste ponto de vista, Cristo é a revelação de Deus, e as Escrituras testemunham desta revelação ao invés de ser a própria revelação.

### Deus

O Escudo da Trindade ilustra a doutrina clássica da Trindade.

Para a maior parte da tradição reformada não houve modificação do consenso medieval sobre a doutrina de Deus. O caráter de Deus é descrito usando principalmente três adjetivos: eterno, infinito e imutável. Teólogos reformados como Shirley Guthrie propuseram que em vez de conceber a Deus em termos de seus atributos e liberdade para fazer o que quiser, a doutrina de Deus deve ser baseada no trabalho de Deus na história e sua liberdade para viver com e capacitar as pessoas.
Tradicionalmente, teólogos reformados também seguiram a tradição medieval que remonta aos conselhos da Igreja primitiva de Niceia e Calcedônia na doutrina da Trindade. Deus é um Deus em três pessoas: Pai, Filho e Espírito Santo. O Filho (Cristo) é detido para ser eternamente gerado pelo Pai e o Espírito Santo procede eternamente do Pai e Filho. No entanto, os teólogos contemporâneos têm sido críticos de aspectos de pontos de vista ocidentais. Com base na tradição cristã oriental, estes teólogos reformados propuseram uma "Trindade Social", na qual as pessoas da Trindade só existem em sua vida juntos como pessoas-em-relação. Confissões reformadas contemporâneas como a Confissão de Barmen e as declarações da Igreja Presbiteriana (EUA) têm evitado a linguagem sobre os atributos de Deus e têm enfatizado seu trabalho de reconciliação e de capacitação das pessoas. O Teólogo  novo calvinista Michael Horton, no entanto, argumentou que o trinitarismo social é insustentável porque abandona a unidade essencial de Deus em favor de uma comunidade de seres separados em comunidade.

### Teologia da Aliança

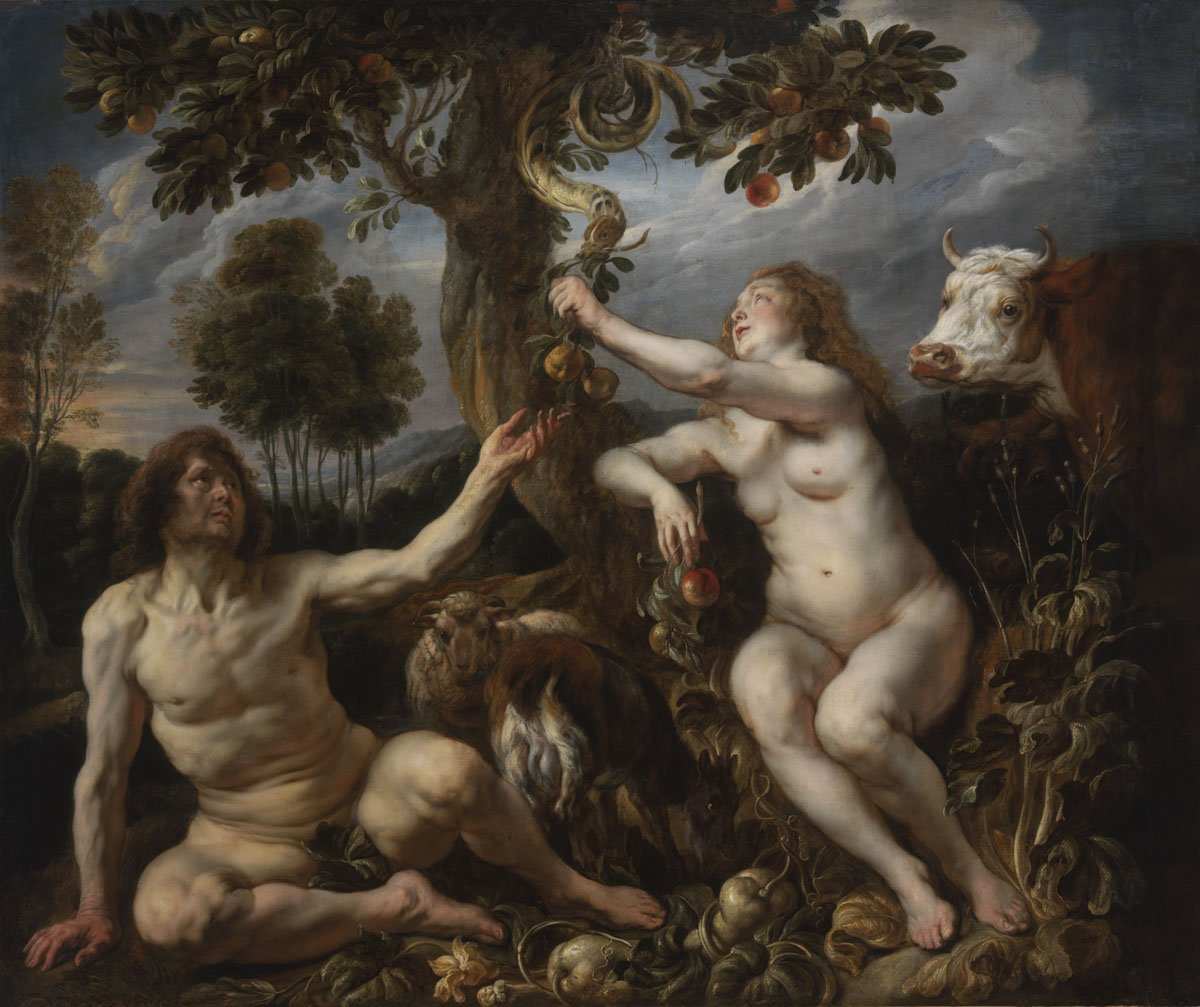
A Queda do Homem por Jacob Jordaens.

O teólogo reformado neerlandês Johannes Cocceius propôs um conceito de pacto ou aliança para descrever a maneira como Deus entra comunhão com as pessoas na história. O conceito de aliança é tão proeminente na teologia reformada que a teologia reformada como um todo é às vezes chamada de "teologia da aliança". No entanto, teólogos do século XVII desenvolveram um sistema teológico particular chamado "teologia da aliança" ou "teologia federal" que muitas igrejas reformadas continuam a afirmar nos dias de hoje.
Esse sistema estabelece uma divisão sobre a relação de Deus com as pessoas principalmente em dois pactos: o "pacto das obras" e o "pacto da graça". O pacto das obras é feito com Adão e Eva no Jardim do Éden, em que Deus proveria uma vida abençoada no Jardim, com a condição de que Adão e Eva obedecessem à lei Divina perfeitamente. 
Como Adão e Eva quebraram o pacto ao comer o fruto proibido, eles ficaram sujeitos à morte, foram banidos do jardim e o pecado foi transmitido a toda a humanidade. Teólogos federais geralmente inferem que Adão e Eva teriam ganho a imortalidade caso tivessem obedecido perfeitamente.
O segundo pacto, chamado o pacto da graça, é dito ter sido feito imediatamente após o pecado de Adão e Eva. Nele, Deus graciosamente oferece a salvação da morte sob a condição de fé em Jesus Cristo. Este pacto é administrado em formas diferentes em todo o Antigo e Novo Testamentos, mas mantém a substância de ser livre de uma exigência de perfeita obediência.

### Criação e Expiação
Teólogos reformados afirmam a crença cristã histórica de que Cristo é eternamente uma pessoa com uma natureza divina e uma natureza humana. 
Cristãos reformados enfatizam especialmente que Cristo se tornou humano verdadeiramente para que as pessoas pudessem ser salvas. A natureza humana de Cristo tem sido um ponto de discórdia entre a cristologia Reformada e Luterana. De acordo com a crença de que os seres humanos finitos não podem compreender a Divindade infinita, teólogos reformados asseguram que o corpo humano de Cristo não pode estar em vários locais ao mesmo tempo. Porque luteranos creem que Cristo é corpo presente na Eucaristia, eles sustentam que Cristo é corpo presente em muitos locais simultaneamente. Para os cristãos reformados, tal crença nega que Cristo realmente se tornou humano.
João Calvino e muitos teólogos reformados que o seguiram descrevem a obra da redenção de Cristo, em termos de três ofícios: profeta, sacerdote e rei. Cristo é dito ser um profeta que ensina a doutrina perfeita, sacerdote que intercede ao Pai em favor dos crentes e se ofereceu como sacrifício pelo pecado, e um rei que governa a Igreja e luta pelos crentes. O ofício tríplice vincula a obra de Cristo com a obra de Deus no antigo Israel.
Os cristãos acreditam que a  morte e ressurreição de Jesus torna possível para os crentes alcançar o perdão dos pecados e reconciliação com Deus por meio da expiação. Uma particularidade da doutrina reformada é a crença na expiação substitutiva. Essa doutrina defende que a morte de Cristo foi o pagamento de uma dívida, um sacrifício, que se tornou necessário por causa pecado. Acredita-se que Cristo morreu no lugar do crente, que é considerado justo como resultado desse pagamento sacrificial.

### Pecado
Na teologia cristã, as pessoas são criadas boas e à imagem de Deus, mas se tornaram corrompidas pelo pecado, o que faz com que sejam imperfeitas e excessivamente autointeressadas. Cristãos reformados, seguindo a tradição de Agostinho de Hipona, acreditam que esta corrupção da natureza humana foi causada pelo primeiro pecado de Adão e Eva, a doutrina chamada Pecado original. Teólogos reformados enfatizam que este pecado afeta toda a natureza de uma pessoa, incluindo a sua vontade. Sob esta visão o pecado domina as pessoas de forma que são incapazes de evitar o pecado, tem sido chamado de depravação total. Em Português, o termo "depravação total" pode ser facilmente mal interpretado para significar que as pessoas estão ausentes de qualquer bondade ou incapazes para fazer qualquer bem. No entanto, pelo ensino Reformado enquanto as pessoas continuam a suportar algo da imagem de Deus, podem fazer coisas que são exteriormente boas, mas suas intenções pecaminosas afetam toda a sua natureza e ações pelo que eles não são totalmente agradáveis a Deus. Talvez, em português, fosse melhor usar a expressão "depravação GERAL" ao invés de "total", para entender que toda a natureza foi afetada, que é o que pretende a expressão original.

### Salvação

A Parábola do Filho Pródigo, retratada num retrato de Rembrandt, ilustra o perdão.

Os teólogos reformados, juntamente com outros protestantes, acreditam que a salvação do castigo pelo pecado deve ser dada a todos aqueles que têm fé em Cristo. A fé não é puramente intelectual, mas envolve confiança na promessa de Deus de salvar. Os protestantes não consideram que haja qualquer outro requisito para a salvação, mas que fé só é suficiente.
Justificação é a parte da salvação. É o ato pelo qual Deus perdoa o pecado daqueles que crêem em Cristo. É historicamente considerado pelos protestantes como o artigo mais importante da fé cristã, embora, mais recentemente, por vezes receba menos importância para aqueles que defendem o Ecumenismo.
Os reformados crêem que os seres humanos, não são, por sua própria conta, capazes de arrepender-se completamente dos seus pecados ou preparar-se para se arrependerem, por causa da sua pecaminosidade. Assim sendo, considera-se que a justificação surge unicamente do ato livre e gracioso de Deus.
Santificação é a parte da salvação em que Deus torna os crentes santos, permitindo-lhes exercer um maior amor por Deus e pelas outras pessoas. As boas obras realizadas pelos crentes à medida que são santificados são consideradas a operação necessária da salvação do crente, embora não façam com que o crente seja salvo.
A santificação, assim como a justificação, é pela fé, porque fazer boas obras é simplesmente viver como o filho de Deus em que alguém se tornou.

### Predestinação
Derivado da teologia de João Calvino, os teólogos reformados ensinam que o pecado afeta de tal forma a natureza humana que são incapazes sequer de exercer a fé em Cristo por sua própria vontade. 
Os reformados crêem que os seres humanos são incapazes de não pecar, por causa da corrupção da sua natureza devido ao pecado original. Os cristãos reformados acreditam que Deus predestinou algumas pessoas para serem salvas. Há duas vertentes dentro da Tradição Reformada para se deferir as demais pessoas. Parte dos reformados defende que os que não foram predestinados para a salvação foram predestinadas para a condenação eterna. Outros teólogos reformados defendem que os não predestinados para a salvação foram apenas deixados por Deus em sua condição natural, que seria irresistivelmente inclinado ao pecado e assim condenado eternamente.
Esta escolha de Deus para salvar alguns é considerada incondicional e não baseada em qualquer característica ou ação por parte da pessoa escolhida. A visão calvinista opõe-se à visão arminiana de que a escolha de quem salvar é condicional ou baseada no seu conhecimento prévio de quem responderia positivamente a Deus.
Karl Barth reinterpretou a doutrina da predestinação para se aplicar apenas a Cristo. Diz-se que as pessoas individuais são eleitas apenas por estarem em Cristo. Teólogos reformados que seguiram Barth, incluindo Jürgen Moltmann, David Migliore e Shirley Guthrie, defenderam que o conceito reformado tradicional de predestinação é especulativo e propuseram modelos alternativos. 
Estes teólogos afirmam que uma doutrina propriamente trinitária enfatiza a liberdade de Deus de amar todas as pessoas, em vez de escolher umas para a salvação e outras para a condenação. A justiça e a condenação de Deus às pessoas pecadoras são mencionadas por estes teólogos como resultado do seu amor por elas e do desejo de as conciliar consigo mesmo.

#### Cinco Pontos do Calvinismo
Muita atenção em torno do calvinismo centra-se nos "Cinco Pontos do Calvinismo" (também chamados de doutrinas da graça).  Os cinco pontos foram resumidos no acróstico TULIP.
Diz-se popularmente que os cinco pontos resumem os Cânones de Dort; no entanto, não existe qualquer relação histórica entre eles, e alguns estudiosos defendem que a sua linguagem distorce o significado dos Cânones, da teologia de Calvino e da teologia da ortodoxia calvinista do século XVII, particularmente na linguagem da depravação total e da expiação limitada.
Os cinco pontos foram popularizados mais recentemente no opúsculo de 1963 Os Cinco Pontos do Calvinismo Definidos, Defendidos, Documentados de David N. Steele e Curtis C. Thomas. As origens dos cinco pontos e do acróstico são incertas, mas parecem estar delineadas na Contra-Remonstrância de 1611, uma resposta reformada menos conhecida aos arminianos, que foi escrita antes dos Cânones de Dort. O acróstico foi utilizado por Cleland Boyd McAfee já por volta de 1905. Uma das primeiras publicações impressos do acróstico pode ser encontrado no livro de Loraine Boettner de 1932, A Doutrina Reformada da Predestinação. 

### Igreja

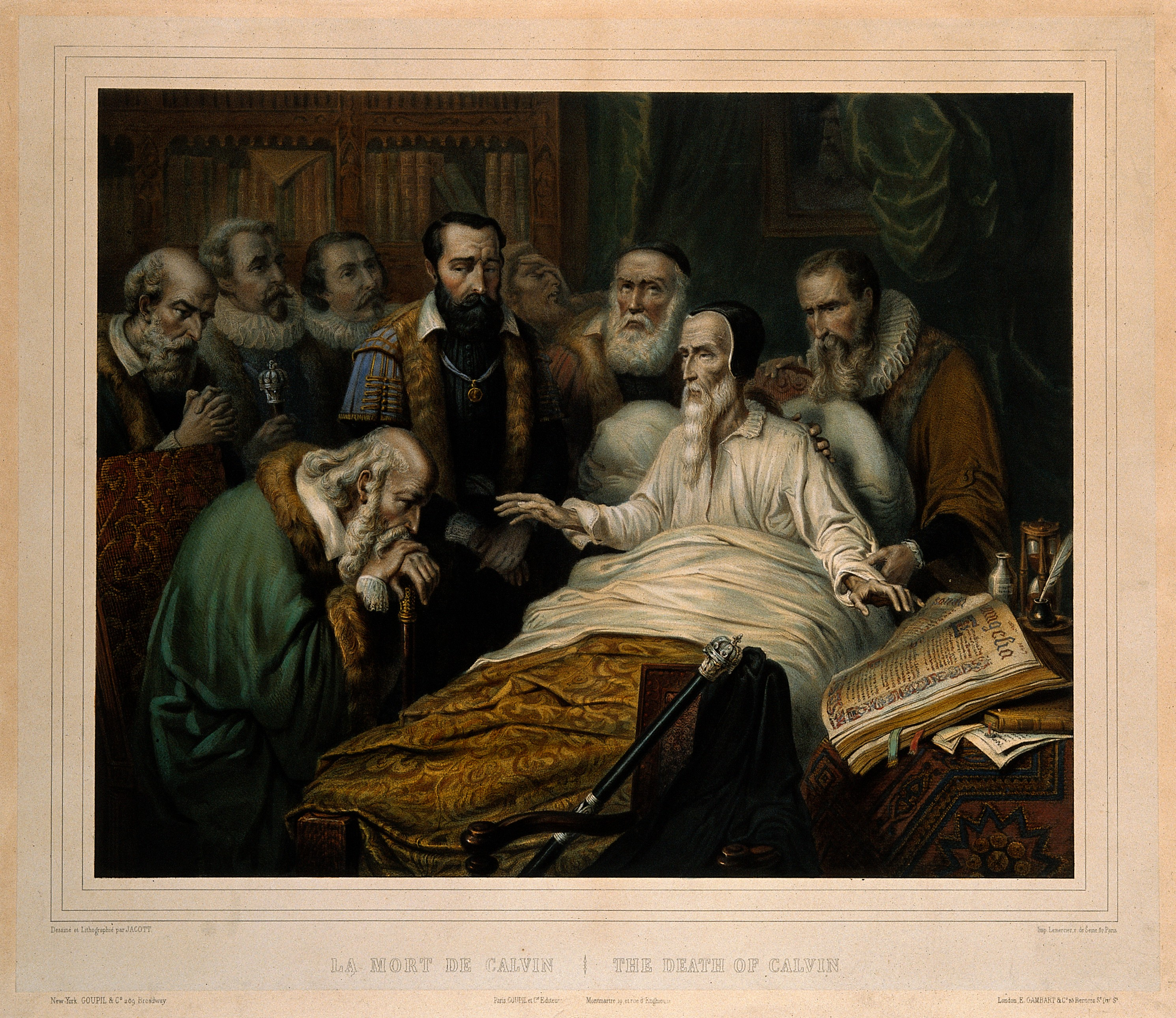
João Calvino retratado no seu leito de morte com membros da igreja em Os Últimos Momentos de Calvino' ', um filme tardio Retrato do século XIX de Lluís Domènech i Montaner.

Os cristãos reformados vêem a Igreja Cristã como a comunidade com a qual Deus fez a aliança da graça, uma promessa de vida eterna e de relacionamento com Deus. Esta aliança estende-se àqueles que estão sob a "antiga aliança" que Deus escolheu, começando por Abraão e Sara. A igreja é concebida como ambos invisível e visível. A igreja invisível é o corpo de todos os crentes, conhecida apenas por Deus. A igreja visível é o corpo institucional que contém tanto os membros da igreja invisível como aqueles que parecem ter fé em Cristo, mas não são verdadeiramente parte dos eleitos de Deus.
A fim de identificar a igreja visível, os teólogos reformados têm falado de certas marcas da Igreja.
Para alguns, a única marca é a pregação pura do evangelho de Cristo. Outros, incluindo João Calvino, incluem também a correta administração dos sacramentos. 
Outros, como os que seguem a Confissão de Fé Escocesa, incluem uma terceira marca de disciplina da igreja corretamente administrada, ou exercício de censura contra pecadores impenitentes. Estas marcas permitiram aos reformados identificar a igreja com base na sua conformidade com a Bíblia, e não com o magistério ou tradição da igreja.

## Variações Teológicas Reformadas
O calvinismo não é um sistema doutrinário uniforme. Não é definido por um conjunto doutrinário distintivo, mas por um anseio de ser uma igreja sempre em contínua reforma -- algo expresso pelo lema latino "Ecclesia Reformanda semper reformata est". Dentre as principais vertentes estão as seguintes.

### O Amiraldismo
O Amiraldismo são as correntes reformadas que não foram influenciadas pelas reinterpretações que Teodoro de Beza fez sobre Calvino. Encontrou adeptos entre huguenotes e vários calvinistas moderados de língua inglesa. Parte da premissa de que Deus tornou os benefícios da redenção de Cristo disponíveis a todos sem distinção. No entanto, como ninguém acreditaria por si mesmo se Deus não interviesse na primeira pessoa para suscitar a fé, Ele elege aqueles a quem pretende levar à fé em Cristo.

### O Calvinismo do Sínodo de Dordt
A Escolástica Protestante e o Hipercalvinismo reinterpretam a teologia reformada com base nos Cânones do Sínodo de Dordt. Lembrados pelo mnemônico "TULIP", diz-se popularmente que os cinco pontos resumem os Cânones de Dort; no entanto, não há nenhuma relação histórica entre eles, e alguns estudiosos argumentam que sua linguagem distorce o significado dos Cânones, da teologia de Calvino e da teologia da Ortodoxia calvinista do século XVIII, particularmente na linguagem sobre a depravação total e a expiação limitada.
Os cinco pontos foram mais recentemente popularizados no livreto de 1963, "Os Cinco Pontos do Calvinismo Definidos, Defendidos e Documentados" por David N. Steele e Curtis C. Thomas. As origens dos cinco pontos e do acrônimo são incertas. As primeiras menções aos pontos parecem estar delineados na Contra Remonstrância de 1611, uma resposta reformada menos conhecida aos arminianos que ocorreu antes dos Cânones de Dort. A sigla foi usada por Cleland Boyd McAfee já por volta de 1905. Uma das primeiras aparições impressas do acrônimo T-U-L-I-P está no livro de Loraine Boettner de 1932, "The Reformed Doctrine of Predestination".  A sigla foi muito cautelosamente usada por apologistas e teólogos calvinistas antes do livreto de Steele e Thomas.

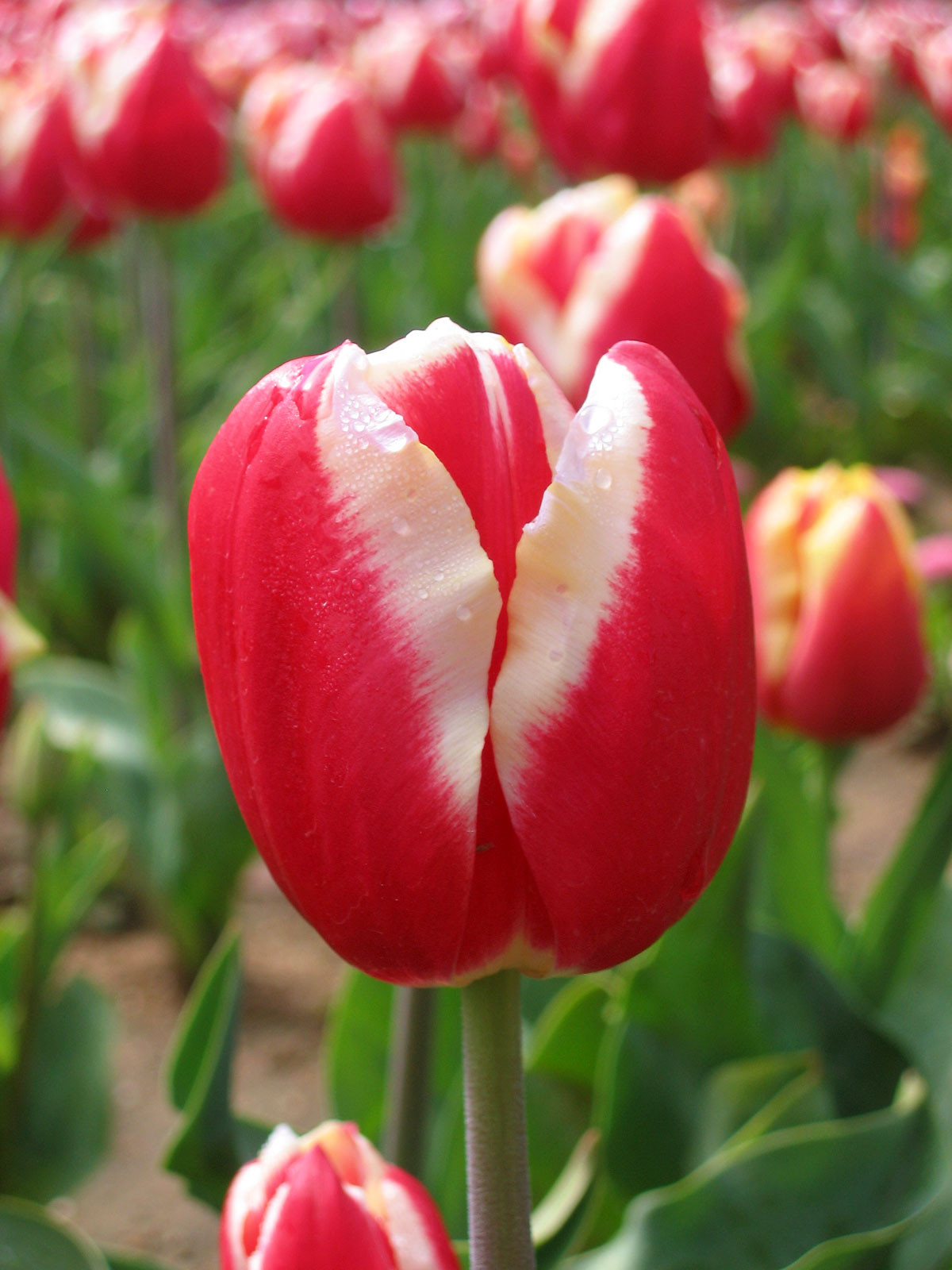
Uma tulipa, flor que se tornou um símbolo dos Cinco Pontos do Calvinismo.

A afirmação central desses pontos é que Deus salva toda pessoa de quem tem misericórdia, e que seus esforços não são frustrados pela injustiça ou incapacidade dos seres humanos.
1. A "depravação total", também chamada de "incapacidade total", afirma que, como consequência da queda do homem no pecado, toda pessoa está escravizada pelo pecado. Nos Cânones de Dort, a expressão depravação total não aparece, mas há a exposição de uma ideia similar: “Portanto, todos os homens são concebidos no pecado, e ao nascer como filhos da ira, incapazes de qualquer bem são ou salvífico, e inclinados ao mal, mortos em pecados e escravos do pecado; e eles não querem e nem podem voltar a Deus, nem corrigir sua natureza corrompida, e nem melhorá-la por si mesmos, sem a graça do Espírito Santo, que é aquele que regenera”.[87]
2. A "eleição incondicional" afirma que Deus escolheu os seus Eleitos desde a eternidade, não com base na virtude, mérito ou fé previstos para essas pessoas; ao contrário, a sua escolha é incondicionalmente fundamentada somente em sua misericórdia. Deus escolheu desde a eternidade estender misericórdia aos que escolheu e reter misericórdia aos não escolhidos. Os escolhidos recebem a salvação somente por meio de Cristo. Aqueles não escolhidos recebem a ira, que é justificada por seus pecados contra Deus.
3. A "expiação limitada", também chamada de "redenção particular" ou "expiação definida". Apesar de os cânones de Dordt e muitos de seus participantes creerem na expiação geral, porém com eficácia limitada,[88] a recepção posterior por uma vertente hipercalvinista afirma que a expiação substitutiva de Jesus foi definida e certa em seu propósito e no que ela realizou. Isso implica que apenas os pecados dos eleitos foram expiados pela morte de Jesus. Muitos intérpretes dos cânones de Dort não acreditam, no entanto, que a expiação seja limitada em seu valor ou poder, mas sim que a expiação é limitada no sentido de que se destina a alguns e não a todos. Ou, como é exposto nos Cânones de Dort: “Pois este foi o soberano conselho, e a mais graciosa vontade e propósito de Deus Pai, que a eficácia vivificante e salvífica da morte mais que preciosa de seu Filho se estendesse a todos os Eleitos, para conceder a eles, e somente a eles, o dom da fé justificadora, e assim, trazê-los infalivelmente à salvação”..[87]
4. A "graça irresistível", também chamada de "graça eficaz", afirma que a graça salvadora de Deus é efetivamente aplicada àqueles a quem ele determinou salvar (isto é, os Eleitos) e supera a sua resistência natural em obedecer ao chamado do Evangelho, trazendo-os para a fé salvadora. Isso significa que quando Deus tem o propósito soberano de salvar alguém, esse indivíduo certamente será salvo. A doutrina sustenta que esta influência intencional do Espírito Santo de Deus não pode ser resistida, mas que o Espírito Santo, "graciosamente faz com que o pecador eleito coopere, creia, arrependa-se, e vá livre e espontaneamente a Cristo".[89]
5. "Perseverança dos santos" (também conhecida como "perseverança de Deus com os santos" e "a preservação dos crentes") (a palavra "santos" é usada para se referir a todos os que são separados por Deus, e não àqueles que são excepcionalmente santos, canonizados ou no céu) afirma que, visto que Deus é soberano e a sua vontade não pode ser frustrada por humanos ou por qualquer outra coisa ou ser, aqueles a quem Deus chamou à comunhão com Ele continuarão na fé até o fim. Aqueles que aparentemente caem ou nunca tiveram fé verdadeira para começar (1 João 2:19), ou, se eles são salvos, mas não andam no Espírito, eles serão divinamente castigados (Hebreus 12: 5-11) e serão levados ao arrependimento (1 João 3: 6–9).

Mais recentemente, alguns teólogos buscaram reformular a terminologia TULIP para refletir com mais precisão os cinco principais pontos dos Cânones de Dort; um esforço recente foi a criação da sigla PROOF, que significa Graça Planejada, Graça Ressuscitadora, Graça Ultrajante, Graça Superadora e Graça Eterna.

### Hipercalvinismo
O termo hipercalvinismo foi usado pela primeira vez para descrever uma doutrina comum entre os primeiros batistas particulares ingleses, no século XVIII. 
Seu sistema negava que o chamado do evangelho, para " arrepender-se e crer", seria direcionado a cada pessoa. Assim, nem todos seriam chamados a crer em Cristo para a salvação. 
O Calvinismo tradicional, embora creia que a salvação seria uma obra exclusiva de Deus e predestinada antes da Criação, adere a oferta bem intencionada do Evangelho, pela qual todos devem ser chamados ao arrependimento e a fé. 
Assim, os hipercalvinistas se diferenciam por acreditarem que os não-eleitos não são chamados ao arrependimento e a fé.
O termo também aparece ocasionalmente em contextos controversos teológicos e seculares, em que geralmente conota uma opinião negativa sobre alguma variedade de determinismo teológico, predestinação ou uma versão do cristianismo evangélico ou calvinismo que é considerada pelo crítico como pouco esclarecida, dura ou extrema.
A Confissão de Fé de Westminster diz que o evangelho deve ser oferecido gratuitamente aos pecadores, e o Catecismo Maior de Westminster deixa claro que o evangelho é oferecido aos não eleitos.

### O Edwardsianismo
A teologia da Nova Inglaterra (ou Edwardsianismo) designa uma escola de teologia que cresceu por influência do avivalista Jonathan Edwards na época colonial dos Estados Unidos colonial. Nessa vertente, Deus é considerado sob aspectos mais ético; por uma nova ênfase na liberdade, habilidade e responsabilidade do homem; pela restrição da qualidade moral à ação em distinção da natureza; e pela teoria de que o princípio constitutivo da virtude é a benevolência. Considera que o pecado original não é herdado, mas que os descendentes de Adão foram co-participantes da primitiva transgressão. Diferente de boa parte dos outros calvinistas, essa vertente adota a visão governamental de expiação.

### Barth e o Calvinismo Evangelical
Uma reformulação contemporânea da teologia reforma ocorreu pela teologia dialética do teólogo reformado suíço Karl Barth, Emil Brunner e Thomas F. Torrance. Para Barth, nenhum outro fundamento pode haver além de Jesus Cristo. Desse modo, a compreensão da exatidão e valor das Escrituras só pode emergir adequadamente ao considerar o que significa para elas serem verdadeiras testemunhas da Palavra encarnada, Jesus Cristo. Tudo ao contrário disso seria a idolatria: a deificação do pensamento humano, falsos deuses, bloqueando assim a verdadeira voz do Deus vivo. Isso, por sua vez, levaria a teologia a se tornar prisioneira das ideologias humanas.
A complexidade do pensamento de Barth teve recepção diversa. Sob a designação de teologia neo-ortodoxa é examinado por teólogos de outras tradições, sobretudo luteranos e católicos. Entre reformados de tendência evangelical, com base nos Cinco Solas da teologia neo-ortodoxa surgiriam teólogos como Donald G. Bloesch, Alvin Plantinga, Alister McGrath, Kevin Vanhoozer e James A. K. Smith que combinam filosofia, ciência e a tradição histórica do cristianismo em questões e métodos teológicos reformados.

### O Novo Calvinismo
O Novo Calvinismo é uma reinterpretação não denominacional das doutrinas aliancistas e hiper-calvinistas sob uma ótica cultural dos Estados Unidos, surgido nas últimas décadas do século XX e primeiras décadas de século XXI

## Denominações reformadas

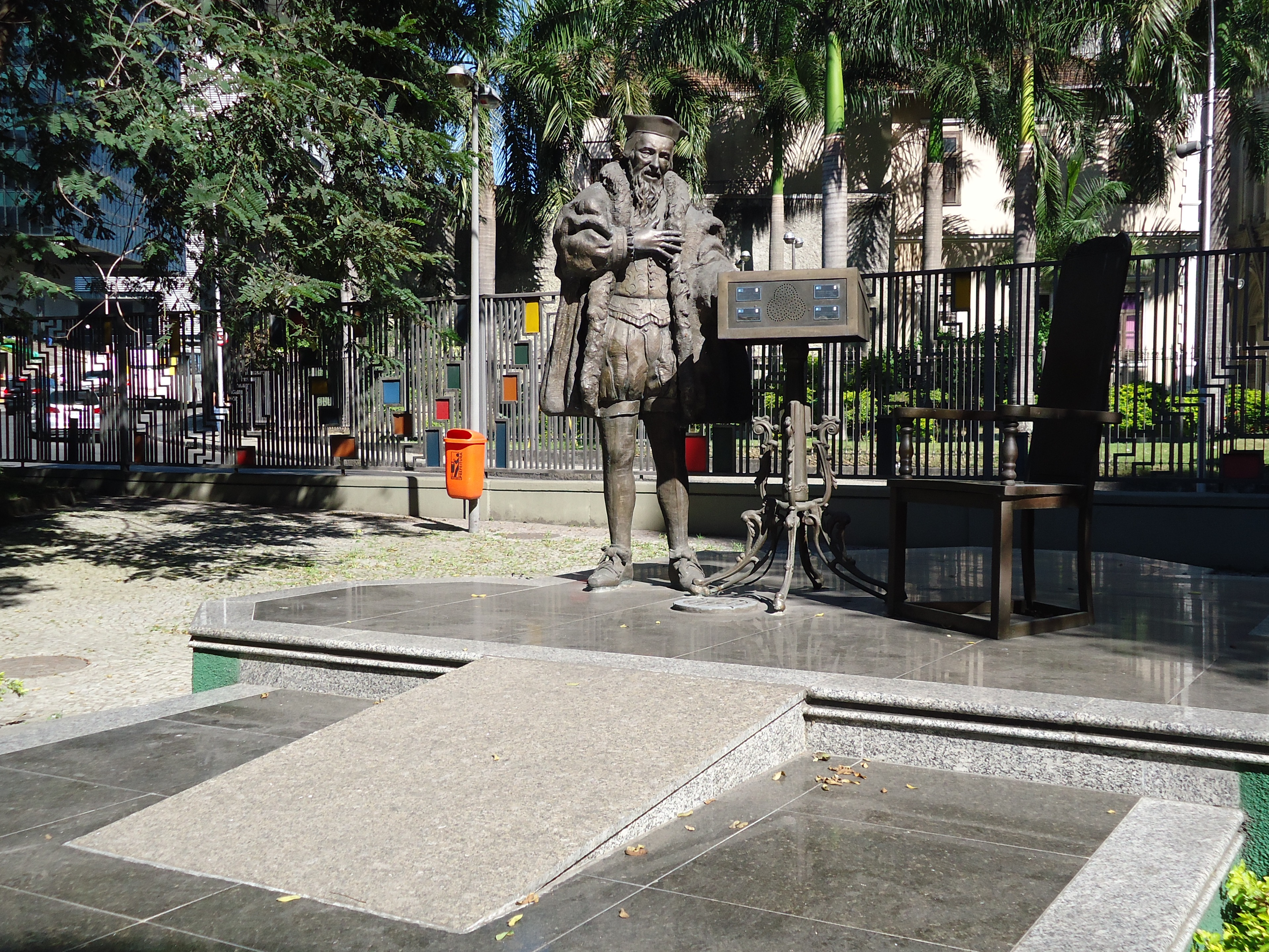
Conjunto escultórico representando João Calvino, Rio de Janeiro, Brasil

A tradição reformada é historicamente representada pelas denominações  reformadas continentais, presbiterianas e congregacionais.
Além destas tradições, não há consenso sobre a inclusão na tradição reformada das igrejas valdenses, unidas, anglicanas reformadas e batistas reformadas. Alguns autores tratam destas denominações como outras vertentes do Protestantismo e outros incluem parte delas entre os reformados.
As igrejas reformadas praticam várias formas de governo eclesiástico, principalmente presbiteriano e congregacional, mas algumas aderem ao governo episcopal. 
A maior comunhão global de igrejas reformadas, que inclui as denominações mais liberais, ecumênica e progressistas, é Comunhão Mundial das Igrejas Reformadas. Essa comunhão reúne 86 milhões de membros em todo o mundo, com cerca de 230 denominações membros.
Por outro lado, a Fraternidade Reformada Mundial e Conferência Internacional das Igrejas Reformadas reúnem as denominações mais conservadoras e separatistas da Tradição Reformada. Juntas, as duas duas comunhões menores tem cerca de 8 milhões de membros.  
As três comunhões globais divergem sobre quais igrejas fazem parte do Cristianismo Reformado. 
A Comunhão Mundial das Igrejas Reformadas (CMIR), a maior das comunhões reformadas globais, recebe como membros os presbiterianos, reformados continentais, congregacionais, valdenses e as igrejas unidas. 
A Fraternidade Reformada Mundial, a segunda maior comunhão global, por sua vez, reconhece como reformados os presbiterianos, reformados continentais, congregacionais, batistas reformados e anglicanos reformados.
A Conferência Internacional das Igrejas Reformadas, a menor das três grandes comunhões globais, recebe como membros apenas presbiterianos e reformados continentais.

### Reformados Continentais
As igrejas reformadas "continentais" têm origem na Europa continental, um termo utilizado pelos falantes de inglês para as distinguir das tradições das Ilhas Britânicas. Suas igrejas são conhecidas por subscreverem as Confissões Helvéticas, a Confissão de Fé Francesa, o Catecismo de Heidelberg, a Confissão Belga e os Cânones de Dort, que foram adotados em Zurique, França, Heidelberga e nos Países Baixos respectivamente. Nos Estados Unidos, os imigrantes pertencentes às igrejas reformadas continentais juntaram-se à Igreja Reformada Neerlandesa, bem como à Igreja Anglicana.
É a sub-família denominacional mais antiga do Cristianismo Reformado. 
No Brasil, essa tradição é representada Igrejas Reformadas do Brasil e Igrejas Evangélicas Reformadas no Brasil.

### Presbiterianos
As igrejas Presbiterianas são nomeadas de acordo com a sua ordem de governo por assembleias de presbíteros, ou anciões. São especialmente influenciadas por John Knox, que trouxe a teologia e a política reformada para a Igreja da Escócia depois de passar algum tempo no continente com Calvino, em Genebra. Os presbiterianos defendem historicamente a Confissão de Fé de Westminster.
Os presbiterianos e reformados continentais são os únicos dois grupos sobre os quais há consenso na sua inclusão no Cristianismo Reformado. 
No Brasil, essa tradição é representada pela Igreja Presbiteriana do Brasil, Igreja Presbiteriana Independente do Brasil, Igreja Presbiteriana Conservadora do Brasil, Igreja Presbiteriana Fundamentalista do Brasil, Igreja Presbiteriana Unida do Brasil, entre outras denominações menores.
Em Portugal, os presbiterianos são representantes pela Igreja Evangélica Presbiteriana de Portugal e Igreja Cristã Presbiteriana de Portugal.

### Congregacionais
O congregacionalismo tem origem no Puritanismo, um movimento do século XVI para reformar a Igreja de Inglaterra. 
Ao contrário dos presbiterianos e reformados continentais, os congregacionalistas consideram que a igreja local é legitimamente auto-governada pelos seus próprios oficiais, e não pelos tribunais eclesiásticos superiores. 
A Declaração de Savoy, uma revisão de Westminster, é a principal confissão do Congregacionalismo histórico.
A posição majoritária entre os autores é a de que o congregacionalismo é uma sub-família denominacional dentro do Cristianismo Reformado. Todavia, uma minoria entre os autores considera que o sistema de governo presbiteriano seria parte da definição do Cristianismo Reformado. Sob essa perspectiva, os congregacionais não seriam parte do Cristianismo Reformado, mas sim uma outra tradição cristã.
Os congregacionais não são elegíveis para adesão à Conferência Internacional das Igrejas Reformadas, a menor das 3 comunhões reformadas globais. 
Embora elegíveis para adesão à Fraternidade Reformada Mundial, até 2024, nenhuma denominação congregacional solicitou a adesão. 
Assim, os congregacionais não participam de nenhuma das comunhões reformadas globais conservadoras. 
Os congregacionalistas evangélicos se reúnem em uma organização internacional separada, a Fraternidade Mundial Evangélica Congregacional. 
Logo, a única comunhão reformada global da qual os congregacionais participam é a Comunhão Mundial das Igrejas Reformadas, a comunhão mais liberal, ecumênica e progressistas. 
As denominações cristãs na tradição congregacionalista no Brasil incluem a União das Igrejas Evangélicas Congregacionais do Brasil, Aliança das Igrejas Evangélicas Congregacionais do Brasil Igreja Unida de Cristo e Igreja Evangélica Congregacional do Brasil.

### Valdenses
Os valdenses surgiram no Século XII, na Itália. O grupo se opunha a veneração aos santos, à doutrina do purgatório, indulgências e transubstanciação.
A partir do Século XVI e da Reforma Protestante, os valdenses foram influenciados pelos reformados suíços e adotaram, paulatinamente, todas as doutrinas e práticas dos reformados continentais.
Em 1532, em uma conferência valdense em Cianforan, as doutrinas reformadas foram oficialmente adotadas.
Em 1655, os valdenses adotaram uma confissão de fé, inspirada na Segunda Confissão de Fé Helvética.
Desde então, os valdenses são reconhecidos como um grupo que aderiu ao Cristianismo Reformado.
As duas denominações valdenses existentes no Século XXI, a Igreja Evangélica Valdense e a Igreja Evangélica Valdense do Rio da Prata, são membros da Comunhão Mundial das Igrejas Reformadas.
Todavia, os valdenses não são elegíveis como membros pela Fraternidade Reformada Mundial e nem pela Conferência Internacional das Igrejas Reformadas.

### Anglicanos reformados
Embora o Anglicanismo de hoje seja frequentemente descrito como um ramo separado do Protestantismo, distinto do Cristianismo Reformado, o Anglicanismo histórico pode ser considerado parte da Tradição Reformada em um sentido mais ampla. Os documentos fundamentais da Igreja Anglicana "expressam uma teologia de acordo com a teologia reformada da Reforma Suíça e da Alemanha do Sul."
Todos os anglicanos são, geralmente, reconhecidos como uma família denominacional específica do Protestantismo. O Anglicanismo permite uma ampla diversidade doutrinária nos assuntos de soteriologia. Sob esta perspectiva os "anglicanos reformados" seriam apenas uma variante dentro do espectro anglicano e não parte do Cristianismo Reformado.
A Comunhão Anglicana é a maior comunhão anglicana mundial. Já a Comunhão Mundial das Igrejas Reformadas é a maior comunhão reformada do mundo. Ambas as organizações consideram-se representantes de famílias denominacionais distintas, dentro do Protestantismo.
Sendo assim, não há consenso sobre a inclusão dos "anglicanos reformados" entre os reformados.
A Igreja Anglicana Reformada do Brasil representa os anglicanos reformados no Brasil.

### Batistas Reformados
Batistas Reformados ou Calvinistas,, ao contrário de outras tradições reformadas, praticam exclusivamente o credobatismo. Observam a política congregacional, como os congregacionalistas. 
A sua confissão primária é a Confissão de Fé Batista de 1689, uma revisão da Declaração de Savoy da Igreja Congregacionalista, mas outras Confissões Batistas também são utilizadas.
Nem todos os batistas são "reformados". Alguns batistas aceitam parte da teologia reformada, especialmente os Cinco Pontos do Calvinismo, mas não se atêm a uma confissão específica ou à teologia da aliança, razão pela qual não são reconhecidos como "reformados" por todas as comunhões reformadas globais.
Todos os batistas são, geralmente, reconhecidos como uma família denominacional específica do Protestantismo. A Fé Batista permite uma ampla diversidade doutrinária nos assuntos de soteriologia. Sob esta perspectiva os "batistas reformados" seriam apenas uma variante dentro do espectro batista e não parte do Cristianismo Reformado.
A Aliança Batista Mundial é a maior comunhão global de igrejas batistas. Já a Comunhão Mundial das Igrejas Reformadas é a maior comunhão reformada do mundo. Ambas as organizações consideram-se representantes de famílias denominacionais distintas, dentro do Protestantismo.
Sendo assim, não há consenso sobre a inclusão dos "batistas reformados" entre os reformados.
No Brasil, a Convenção Batista Reformada do Brasil representa os batistas reformados.

### Igrejas Unidas
As Igrejas Unidas são denominações formadas pala fusão de igrejas de diferentes famílias denominacionais. Como resultado, as novas denominações constituídas não subscrevem nenhuma das confissões das denominações antecessores, mas possuem declarações doutrinárias simples, que permite a diversidade doutrinária.
As igrejas unidas mais comuns na Europa Continental são fusões entre luteranos e reformados continentais. As igrejas resultantes são, geralmente, filiadas simultaneamente à Comunhão Mundial das Igrejas Reformadas e à Federação Luterana Mundial. Exemplo: Igreja Protestante Unida da França, Igreja Protestante Neerlandesa, Igreja Evangélica dos Irmãos Checos e União das Igrejas Protestantes da Alsácia e Lorena.
Na Anglosfera o tipo de mais comuns e igreja unida é a fusão entre presbiterianos, congregacionais e metodistas. Essas igrejas participam, simultaneamente, da Comunhão Mundial das Igrejas Reformadas e do Conselho Metodista Mundial. Exemplo: Igreja Unida do Canadá, Igreja Unida na Austrália, Igreja Unida em Papua-Nova Guiné e Igreja Unida da Zâmbia.
Já no subcontinente indiano as fusões mais comuns envolveram presbiterianos, anglicanos, metodistas, batistas e congregacionais. Assim, essas igrejas participam, ao mesmo tempo, da Comunhão Anglicana, Comunhão Mundial das Igrejas Reformadas e Concílio Metodista Mundial.
As igrejas unidas com denominações antecessoras reformadas são elegíveis para a adesão à Comunhão Mundial das Igrejas Reformadas. Todavia, são inaptas para a adesão à Fraternidade Reformada Mundial ou à Conferência Internacional das Igrejas Reformadas.

## Demografia

### Global
Um relatório de 2011 do Pew Forum on Religious e Vida Pública estimou que os membros de igrejas reformadas e presbiterianas (dois maiores ramos do Cristianismo Reformado) representam 7% dos cerca de 801 milhões de protestantes no mundo, ou cerca de 56 milhões de pessoas. Embora a fé reformada amplamente definida é muito maior, uma vez que constitui congregacionais (0,5%), a maioria das Igrejas Unidas (uniões de diferentes denominações) (7,2%) e, provavelmente, algumas das outras denominações protestantes (38,2%). Todos os três são categorias distintas de Presbiterianos/Reformados (7%) neste relatório.
De acordo com o Global Christianity: A Guide to the World’s Largest Religion from Afghanistan to Zimbabwe, em 2020, os cristãos presbiterianos e reformados somavam cerca de 65.446.000 pessoas, ou 0,8% da população mundial. Os congregacionais foram listados com 4.986.000, com 0,1% da população mundial. Sendo assim, os três ramos do Cristianismo Reformado totalizavam 70.432.000 de pessoas, ou 0,9% da população global.
A pesquisa listou ainda 77.792.000 de membros (1% da população mundial) em Igrejas Unidas, cuja maioria é formada pela fusão de igrejas da Tradição Reformada com igrejas de outros ramos do Protestantismo.

### Brasil
No Brasil, conforme o Censo demográfico do Brasil de 2010, o Presbiterianismo era a quarta maior família denominacional protestante histórica no Brasil (atrás apenas dos batistas, adventistas e luteranos), correspondendo a 0,48% da população do país.

## Interpretação sociológica
Sociólogos como Max Weber e Ernest Gellner analisaram a teoria e as consequências práticas desta doutrina e chegaram à conclusão de que os resultados são paradoxais. Em parte explicam o precoce desenvolvimento do capitalismo nos países onde o calvinismo foi popular (Países Baixos, Escócia e Estados Unidos, sobretudo).
Para Weber, o calvinista acredita que Deus é Soberano em todas as coisas e, portanto, o homem não tem participação alguma na própria salvação, logo, Deus predestinou os seus escolhidos para a salvação, uma vez que a humanidade após o pecado não teria condições de se voltar ao Criador por estarem mortos em seus pecados e delitos. Buscando serem bons cristão, trabalhando muito, seguindo sempre todos os princípios bíblicos, o calvinista faz tudo para a glória de Deus. Com essa cosmovisão, por meio do trabalho a sociedade se desenvolveu economicamente fazendo com que houvesse uma ligação com o capitalismo.
Os neerlandeses, os escoceses e os estadunidenses ganharam, então, a fama de serem sovinas, pouco generosos, interessados apenas no dinheiro. Estas características são na vida moderna quase um dado adquirido em qualquer cultura, mas nos tempos da Reforma Protestante, o calvinismo terá instituído uma nova e revolucionária forma de relação com a riqueza.
Ocorre que o uso dos ideais calvinistas para o alavancar da sociedade capitalista é equivocadamente relacionado a ideais capitalistas intrínsecos ao calvinismo. Calvino em sua obra afirma que a riqueza não tem razão de ser se não para ajudar aos que necessitam, e critica a avareza ao dizer que o fruto do trabalho só é digno se útil ao próximo:
"Da mão de Deus tens tu o que possuis. Tu, porém, deverias usar de humanidade para com aqueles que padecem necessidades. És rico? Isso não é para teu bel prazer. Deve a caridade faltar por isso? Deve ela diminuir? Não está ela acima de todas as questões do mundo? Não é ela o vínculo da perfeição?";
"Condena o Profeta a estes ladrões e assaltantes que lhe parecia deterem o poder de oprimir a gente pobre e o pequeno trabalhador, uma vez que eram eles que tinham grande abundância de trigo e grãos;... é o mesmo como se cortassem a garganta dos pobres, quando os fazem assim sofrer fome".
Apesar da mensagem de Calvino ser clara quanto a acumulação de riquezas, a ética protestante de Weber, acaba sofrendo distorções que ecoam como se corroborasse uma interdependência entre a predestinação calvinista, a ética protestante e prosperidade. 

### A predestinação calvinista e o racismo nos Estados Unidos
Wesley A. Swift (6 de setembro de 1913 - 8 de outubro de 1970) foi um ministro do sul da Califórnia conhecido por suas visões de supremacia branca e foi uma figura central no movimento de identidade cristã da década de 1940 até sua morte em 1970.
Desde meados da década de 1940, a Identidade Cristã, conforme imaginada pelo Ministro Wesley Swift, desempenhou um papel fundamental nesse processo, moldando o que só pode ser descrito como uma teologia racista e antissemita, semelhante a um culto. Após a Segunda Guerra Mundial, o extremismo de direita dos EUA sincronizou seu dogma antissemita com as ansiedades anticomunistas e segregacionistas já existentes entre a população branca. Eles formaram inúmeras organizações que compartilhavam uma ideologia supremacista/nacionalista branca que coloca a figura do judeu como o principal inimigo dos Estados Unidos e das nações brancas em geral.
A base da teologia da Identidade Cristã deriva de três ideias básicas: a crença na paternidade divina da humanidade branca (indiscriminadamente chamada de ariana, adâmica, caucasiana ou israelita), a crença na paternidade biológica satânica dos judeus e o milenarismo racial que acredita que no futuro haverá um confronto escatológico entre ambas as sementes raciais que resultará no triunfo da raça branca. Ao contrário do calvinismo, que sustenta que a salvação vem somente da fé, a Identidade Cristã assume que aqueles predestinados à salvação e aqueles predestinados à perdição podem ser reconhecidos por sua condição racial. Portanto, é a raça que determina se uma pessoa é digna de ser salva ou não.

Nos Estados Unidos o racismo ocupa uma função social específica para certos setores poderosos que o disseminam. Mesmo para os brancos mais pobres, que, sem obter nenhuma outra vantagem do sistema, sentem-se privilegiados apenas por serem brancos. Tanto econômica quanto psicologicamente, o racismo tem sido útil para esconder os verdadeiros laços de poder e para construir a ideia do excepcionalismo estadunidense. Richard Perry (2007) argumenta:
"racismo é um estado de espírito que favorece aqueles no lado forte das disparidades de poder. E, talvez mais insidiosamente, o racismo também infectou aqueles com pouco poder – aqueles que se esforçam para elevar sua situação desesperadora acima daqueles que ainda estão mais abaixo na escala social (p. 17)."

### Identidade cristã e a ressignificação do imaginário puritano
É observado pelo historiador do cristianismo estadunidense, Mark Noll (2008) que na história dos Estados Unidos, a religião geralmente funciona publicamente de forma calvinista (p. 24). Na verdade, como o historiador Avihu Zakai (1992) afirma que os puritanos construíram uma ideologia que sacralizou o contexto histórico de sua migração para a América do Norte. Inspirada pelo livro do Êxodo, a migração para a Nova Inglaterra 'é totalmente apocalíptica em seu caráter. Ela se baseia em uma crise na história da salvação que poderia ser resolvida somente pela providência divina de Deus agindo direta e imediatamente dentro da história' (Zakai, 1992, pág. 66). Por meio dessa intervenção divina, os eleitos de Deus (Puritanos) poderiam se afastar do pecado, personificado pela Grã-Bretanha, e retomar o caminho certo para a Salvação. A eleição de John Winthrop como governador de Massachusetts em 1629 foi um fator crucial nesse processo. Ele tinha certeza de que os Puritanos eram um instrumento importante dentro da economia da redenção. Portanto, sua concepção do novo território como uma cidade sobre uma colina estava intimamente relacionada à necessidade dos Puritanos de redimir a Grã-Bretanha por meio de seu exemplo de uma teocracia modelo. Assim, o novo assentamento que eles ocupariam foi descrito como uma 'Nova Jerusalém'. Winthrop proclamou: 'somos uma empresa que professa sermos membros de Cristo... Devemos nos considerar unidos por esse vínculo de amor e viver no exercício dele se quisermos ter o conforto de estar em Cristo' (1630). Então, ele tinha certeza de que os puritanos eram um instrumento importante dentro da economia da redenção.

### A doutrina calvinista da dupla predestinação nos Estados Unidos
Wesley Swift usou termos semelhantes para definir seu público branco em meados do século XX: 'nós somos semente de Sua semente, somos de sua raça, somos dos filhos com quem ele fez a aliança... Esta nossa grande nação é uma das grandes nações de Israel. A diferença essencial é que, para Swift, o vínculo dos estadunidenses com Israel é literal e biológico (racial), enquanto os puritanos consideravam seu vínculo com os israelitas como simbólico e metafórico.
Especificamente, Swift resumiu argumentos racistas tradicionais e os combinou com a teologia judaico-cristã, baseada principalmente no calvinismo, para explicar que raça é uma questão biológica que reflete materialmente a essência espiritual. Swift radicalizou a doutrina calvinista da dupla predestinação e exagera a essência espiritual da raça branca, considerando-a a única predestinada à salvação. Dessa forma, o culto reproduz radicalmente a imagem social messiânica do excepcionalismo e sua cruzada anticomunista durante os anos da Guerra Fria. Medos anticomunistas permeiam a teologia de Swift, que é repleta de citações bíblicas justificando o medo de infiltração e holocausto nuclear. Ao mesmo tempo, em um contexto de ativismo pelos direitos civis afro-estadunidenses e resistência branca, a segregação racial foi representada como sagrada porque está em conformidade com a vontade divina de manter seus eleitos puros em busca de um milênio racista.

### Apartheidna África do Sul e a Igreja Calvinista
O calvinismo africâner é um desenvolvimento cultural e religioso entre os africâneres que combinou elementos da doutrina calvinista do século XVII com uma ideologia de "povo escolhido" baseada na Bíblia. Teve origem em ideias defendidas no Antigo Testamento dos judeus como o povo escolhido.
Sua influência foi a tal ponto que os bôeres se reuniram para a grande jornada e depois para as jornadas para as terras de sede inspirados por esse conceito, e o usaram para legitimar sua subordinação a outros grupos étnicos sul-africanos. O calvinismo africâner contribuiu para a base religiosa do nacionalismo africâner, a ideologia-base do apartheid.
A Igreja Neerlandesa Reformada, que pertence à família da Igreja Calvinista, se tornou a religião mais importante do apartheid graças à influência dos colonos neerlandeses no país. Durante esse período, os religiosos brancos forneceram a sustentação "teológica" ao apartheid - por exemplo, colhiam do Antigo Testamento a referência à torre de Babel para explicar que cada povo deveria ter a sua língua, ou seja, viver separadamente. Afirmavam também que os apóstolos no Novo Testamento tinham eventualmente o dom de pregar em várias línguas - um sinal para os religiosos brancos de que cada um deve falar a sua língua e, portanto, frequentar igrejas separadas.
Porém, foi somente após o massacre de Sharpeville e o levante de Soweto é que o questionamento ao calvinismo africâner passou a ser majoritário dentro do calvinismo reformado, demonstrando que anteriormente tal corrente estava confortável com o governo sul-africano e a posição das igrejas reformadas sul-africanas. Em 1982 a "igreja do apartheid" (Igreja Reformada na África e principalmente as Igrejas Reformadas na África do Sul) foi suspensa da Aliança Mundial das Igrejas Reformadas. Em agosto do mesmo ano, o órgão admitiu suspender a sanção desde que a Igreja Reformada, em seu sínodo de outubro de 1998, reveja sua posição em relação ao apartheid.
A reunificação das igrejas começou a acontecer em 1994, mesmo ano da eleição do presidente Nelson Mandela. Naquele ano, a Igreja Neerlandesa Reformada na África (para negros) e a Igreja Neerlandesa Reformada Missionária (para mestiços) se uniram.
Em 1997, elas iniciaram o processo de incorporar o ramo que abriga fiéis de origem indiana, uma importante minoria étnica na África do Sul. Na época, o reverendo Buys disse que ainda havia forte resistência à reunificação total entre os brancos, mas que ela tende a ser menor entre pastores mais jovens. "Isso me deixa otimista", disse Buys, "e é por isso que eu acho que uma reunificação vai ocorrer".
Por fim, todas as facções da Igreja Neerlandesa iniciaram em 1997 negociações para a reunificação, mas o diálogo com a ala branca sempre foi mais difícil. "É uma tarefa para mais de 20 anos", disse na época o reverendo James Buys, um descendente de franceses e negros que ocupava o cargo de presidente do conselho da Igreja Reformada em Processo de União.
Parte da responsabilidade da igreja sul-africana no período do apartheid foi revista nas sessões da Comissão de Reconciliação e Verdade, comandada por um religioso, o arcebispo anglicano Desmond Tutu (Nobel da Paz de 1984).
Buys relatou que vários religiosos foram à comissão se desculpar por não ter agido satisfatoriamente no combate à segregação racial no país. Os poucos que o faziam frequentemente eram presos, como aconteceu com o próprio Buys, que chegou a ser detido sem acusação formal por quase dois meses.
A comissão não tinha poder punitivo, mas poderia recomendar ações judiciais ou dar anistia aos implicados nos casos daquele período, tanto brancos como negros. Buys não defende, por exemplo, que a ex-primeira-dama Winnie Mandela receba anistia pelas acusações de abusos contra os direitos humanos de supostos colaboradores do regime branco.